# American Beauty/American Psycho
Albums de Fall Out Boy
Save Rock and Roll
(2013) Mania (album)
(2018)
Singles
1. Centuries
Sortie : 9 septembre 2014
2. American Beauty/American Psycho
Sortie : 15 décembre 2014
3. Uma Thurman
Sortie : 27 janvier 2015
4. Irresistible
Sortie : 19 février 2015

American Beauty/American Psycho est le sixième album studio du groupe américain pop punk Fall Out Boy sorti le 16 janvier 2015 sur les labels DCD2 Records et Island Records.

## Couverture de l'album
La couverture de l'album est une photographie de l'acteur Jake Karlen, alors âgé de 13 ans, dont la moitié du visage est peinte en noir, dans un motif qui rappelle celui du drapeau américain.

## Fiche technique

### Liste des titres
Toute la musique est composée par Fall Out Boy sauf si annotations.
| No  | Titre                           | Musique                                                                                             | Durée |
| --- | ------------------------------- | --------------------------------------------------------------------------------------------------- | ----- |
| 1.  | Irresistible                    | | 3:26  |
| 2.  | American Beauty/American Psycho | Fall Out Boy, Sebastian, Nikki Sixx                                                                 | 3:15  |
| 3.  | Centuries                       | J.R. Rotem, Fall Out Boy, Michael J. Fonseca, Raja Kumari, Justin Tranter, Suzanne Vega             | 3:51  |
| 4.  | The Kids Aren't Alright         | | 4:20  |
| 5.  | Uma Thurman                     | Fall Out Boy, Jake Sinclair, Waqaas Hashmi, Jarrel Young, Liam O'Donnell, Jack Marshall, Bob Mosher | 3:31  |
| 6.  | Jet Pack Blues                  | | 2:59  |
| 7.  | Novocaine                       | | 3:46  |
| 8.  | Fourth of July                  | Fall Out Boy, Ryan Lott, Sinclair                                                                   | 3:44  |
| 9.  | Favorite Record                 | | 3:23  |
| 10. | Immortals                       | | 3:09  |
| 11. | Twin Skeletons (Hotel in NYC)   | | 3:40  |

## Certifications
| Pays                  | Certification |
| --------------------- | ------------- |
| Canada (Music Canada) | Or            |
| Danemark (IFPI)       | Or            |
| États-Unis (RIAA)     | Platine       |
| Royaume-Uni (BPI)     | Platine       |